# Thomas Hennefeld

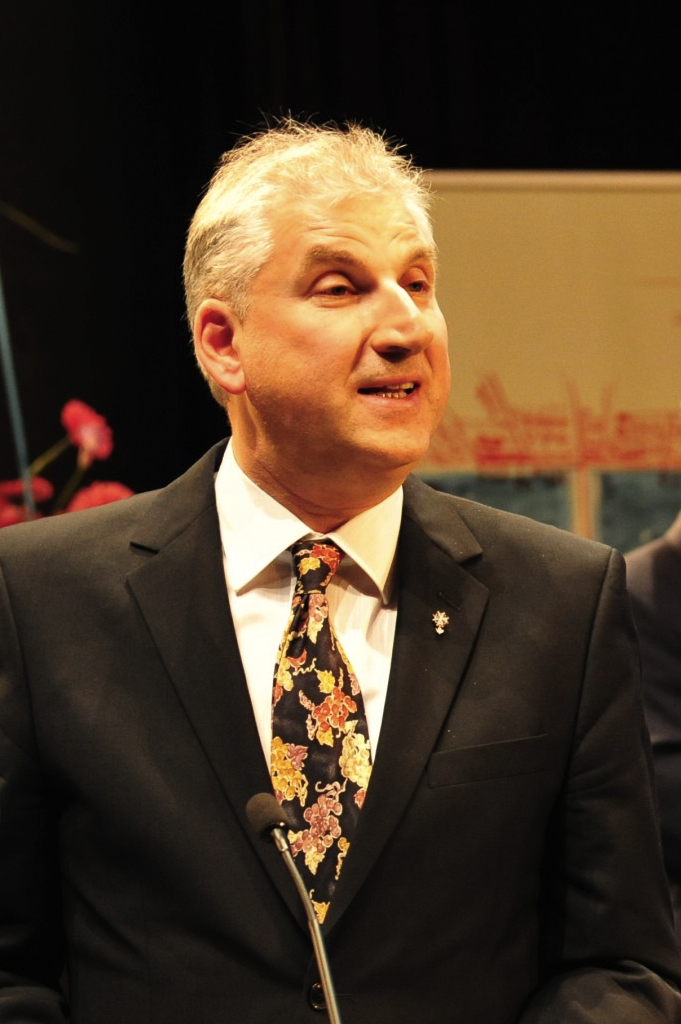
Thomas Hennefeld (2016)

Thomas Hennefeld (* 29. Juli 1966 in Wien) ist ein österreichischer reformierter Pfarrer, Landessuperintendent der Evangelischen Kirche H. B. und war Vorsitzender des Ökumenischen Rats der Kirchen in Österreich. Seine Amtszeit als Landessuperintendent endet am 31. August 2025.

## Leben
Thomas Hennefeld studierte evangelische Theologie in Wien und Zürich. 1994 schloss er sein Studium mit einer Diplomarbeit zum Thema Versuch einer Theologie des Fremden ab. Im selben Jahr begann er sein Vikariat bei Pfarrer Erwin Liebert in der Reformierten Stadtkirche in Wien. 1997 legte er seine Pfarramtsprüfung ab und wurde vom damaligen Landessuperintendenten Peter Karner zum Pfarrer ordiniert.
Im Frühjahr 1998 wählte ihn die Pfarrgemeinde in der Wiener Zwinglikirche zum Pfarrer. Thomas Hennefeld war von 1999 bis 2007 Chefredakteur des Reformierten Kirchenblatts und seit 1998 Beauftragter für Öffentlichkeitsarbeit seiner Kirche. 2003 wurde er stellvertretendes Mitglied des Synodalausschusses H. B. und am 1. September 2004 Mitglied des Oberkirchenrats H. B. Als Nachfolger von Wolfram Christoph Neumann ist Thomas Hennefeld seit 1. September 2007 Landessuperintendent und bekleidet damit das höchste Amt in der Evangelischen Kirche H. B. in Österreich. Im Juni 2013 wurde er für eine zweite, im Dezember 2018 für eine dritte sechsjährige Amtszeit wiedergewählt. Von 2017 bis 2019 war Thomas Hennefeld Vorsitzender und anschließend 2 Jahre Stellvertretender Vorsitzender des Ökumenischen Rats der Kirchen in Österreich, dessen Vorstand er weiterhin angehört.
Hennefelds Schwerpunktthemen sind der christlich-jüdische Dialog, die Friedensarbeit im Nahen Osten, die Ökumene und das interreligiöse Gespräch. Im Jahr 2000 ist er vom Oberkirchenrat A. und H. B. zum Vertrauenspfarrer des Jerusalemsvereins ernannt worden, der sich um die Kontakte zu den evangelischen Christen in Jerusalem und Palästina kümmert. Seit Februar 2011 ist Hennefeld Vorsitzender der ökumenischen Aktionsgemeinschaft „Christen für die Friedensbewegung“. Hennefeld vertrat seine Kirche bei den Generalversammlungen des Reformierten Weltbundes 2004 in Accra (Ghana) sowie 2010 in Grand Rapids (Michigan, USA).
Thomas Hennefeld ist seit 1999 mit Maria Hennefeld, geborene De Monte, verheiratet.